# Камєшковський район
Камєшковський район (рос. Камешковский район) — адміністративна одиниця Росії, Владимирська область. До складу району входить 6 муніципальних утворень, серед яких 1 міське та  5 сільських поселень. Серед 118 населених пунктів 1 місто та 117 сільських населених пунктів (присілків, сіл, селищ та 1 погост).
Адміністративний центр — Камєшково.

## Історія
Район створений 10 лютого 1940 року у складі Івановської області.
З 14 серпня 1944 року у складі 17 сільрад перепідпорядкований новоутвореній Владимирській області.
У 1963-1965 роках був тимчасово ліквідований. Територію району передано у підпорядкування Ковровському району, за винятком міста Камєшкового та кількох робочих селищ, які були підпорядковані Камєшковському промисловому району. 12 січня Камєшковський район відновлено.
11 травня 2005 року згідно з Законом Владимирської області № 51-ОЗ Камєшковський район був перетворений на Камєшковський муніципальний район з сучасним адміністративно-територіальним устроєм.

## Населення
| 1959    | 1970    | 1979    | 1989    | 2002    | 2009    | 2010    |
| ------- | ------- | ------- | ------- | ------- | ------- | ------- |
| 47 346  | ↗49 129 | ↘45 504 | ↘42 298 | ↘37 961 | ↘32 096 | ↘30 466 |
| 2011    | 2012    | 2013    | 2014    | 2015    | 2016    | 2017    |
| ↘30 443 | ↗30 462 | ↘30 395 | ↘30 323 | ↘30 220 | ↘30 123 | ↘29 941 |
| 2018    |         |         |         |         |         |         |
| ↘29 525 |         |         |         |         |         |         |